# 博維爾 (愛達荷州)
博維爾（英語：Bovill）是一個位於美國愛達荷州拉塔縣的城市。

## 地理
博維爾的座標為46°51′33″N 116°23′40″W / 46.85917°N 116.39444°W，而該地的平均海拔高度為876米（即2874英尺）。

## 人口
根據2020年美國人口普查的數據，博維爾的面積為0.41平方千米，當中陸地面積為0.41平方千米，而水域面積為0.00平方千米。當地共有人口191人，而人口密度為每平方千米465.85人。